# Copa Coca Cola zambiana de futbol
La Copa Coca Cola zambiana de futbol (oficialment Zambian Coca Cola Cup) és una competició futbolística de Zàmbia patrocinada per l'empresa Coca Cola.

## Historial
Font:
- 2001 Zanaco FC 1-0 Mufulira Wanderers (pròrroga)
- 2002 Chambishi Blackburn 2-1 ZESCO United
- 2003 Power Dynamos 1-0 Red Arrows
- 2004 Zanaco FC 2-0 Red Arrows
- 2005 Forest Rangers 1-0 Red Arrows
- 2006 Kabwe Warriors 2-0 Forest Rangers
- 2007 ZESCO United 5-0 Nkana FC